# Helixanthera terrestris
Helixanthera terrestris là một loài thực vật có hoa trong họ Loranthaceae. Loài này được (Hook. f.) Danser mô tả khoa học đầu tiên năm 1929.